# ميغيل توريس (مقاتل)
ميغيل توريس (بالإنجليزية: Miguel Torres) هو فنان قتال مختلط أمريكي، ولد في 18 يناير 1981 في إيست شيكاغو في الولايات المتحدة.

## وصلات خارجية
- ميغيل توريس على موقع شيردوغ (الإنجليزية)
- ميغيل توريس على موقع IMDb (الإنجليزية)